# Atletica leggera ai Giochi della XXVIII Olimpiade - 5000 metri piani maschili

Video della Finale

I 5000 metri piani hanno fatto parte del programma di atletica leggera maschile ai Giochi della XXVIII Olimpiade. La competizione si è svolta nei giorni 25 r 28 agosto allo Stadio Olimpico di Atene. Vi hanno preso parte 36 atleti.

## Presenze ed assenze dei campioni in carica
| Competizione         | Atleta          | Prestazione | Atene 2004   |
| -------------------- | --------------- | ----------- | ------------ |
| Olimpiadi 2000       | Million Wolde   | 13'35"49    | Ritir. 2002  |
| Commonwealth 2002    | Sammy Kipketer  | 13'13"51    | Non qual.    |
| Europei 2002         | Alberto García  | 13'38"18    | Squalificato |
| Coppa del mondo 2002 | Alberto García  | 13'30”04    | Squalificato |
| Africani 2003        | Kenenisa Bekele | 13'26”16    | Presente     |
| Mondiali 2003        | Eliud Kipchoge  | 12'52"79    | Presente     |
|                      |                 |             |              |
| Mondiali junior 2000 | Gordon Mugi     | 13'44”93    | Non qual.    |

## Turni eliminatori
| 2 Batterie | 25 agosto | 36 partenti    | Si qualificano i primi 5 + i 5 migliori tempi. |
| Finale     | 28 agosto | 15 concorrenti |                                                |

## Finale
Stadio olimpico, sabato 28 agosto, ore 21:05.
Kenenisa Bekele, vincitore dei 10.000, punta alla doppietta. Il suo principale avversario è Eliud Kipchoge. L'irlandese Alistair Cragg è l'unico europeo tra i 12 qualificati.

La finale è percorsa per i primi due km ad un passo lento. A sette giri dalla fine Bekele si pone alla testa del gruppo ed aumenta il ritmo. Al quarto km Kipchoge supera Bekele, ma solo per far calare il ritmo. Alla campanella i primi quattro sono: Kipchoge, Bekele, Gebremariam ed El Guerrouj.

Bekele scatta per primo lungo il rettilineo opposto all'arrivo; El Guerrouj gli rimane dietro come un'ombra e lo supera nel finale.
Hicham El Guerrouj è il secondo atleta a realizzare la doppietta 1500/5000 alle Olimpiadi, dopo Paavo Nurmi ad Amsterdam 1924.
| Pos | Paese     | Atleta                      | Tempo    |
| --- | --------- | --------------------------- | -------- |
|     | Marocco   | Hicham El Guerrouj          | 13'14"39 |
|     | Etiopia   | Kenenisa Bekele             | 13'14"59 |
|     | Kenya     | Eliud Kipchoge              | 13'15"10 |
| 4   | Etiopia   | Gebre Egziabher Gebremariam | 13'15"35 |
| 5   | Etiopia   | Dejene Berhanu              | 13'16"92 |
| 6   | Kenya     | John Kibowen                | 13'18"24 |
| 7   | Eritrea   | Zersenay Tadese             | 13'24"31 |
| 8   | Australia | Craig Mottram               | 13'25"70 |